# Lesbia Magazine
 (septembre 2017).
Lesbia Magazine était une revue mensuelle française destinée aux lesbiennes, publiée de 1982 à 2012.

## Apparition de la presse homosexuelle
La fin des années 1970 et le début des années 1980 voient l’apparition en France de magazines exclusivement destinés à la population homosexuelle disponibles dans les kiosques à journaux. Cette dimension informative sur la culture, la sphère commerciale lesbienne, l’histoire du féminisme et du lesbianisme, s’analyse comme un mouvement de diffusion et fédérateur pour une communauté homosexuelle disséminée. Lesbia Magazine est représentative de cette nouvelle visibilité. Lesbia Magazine, animée par des équipes bénévoles, se veut un vrai journal, avec une sortie régulière et mensuelle, une ligne éditoriale et des rubriques variées. Elle devient la plus connue des revues lesbiennes, tant sur le plan local que national. Elle a existé de 1982 à 2012 et s'affirme comme une « revue lesbienne d'expression, d'information, d'opinion ».

## Histoire

### Naissance en 1982
L’histoire de ce magazine est liée à celle de Gai Pied. C’est lors d'une fête de Gai Pied Hebdo en septembre 1982, au Cirque d'Hiver, à Paris, qu’est diffusé Lesbia no 0. Il s’agit alors de quatre feuilles bleues ronéotées et agrafées créées par deux lesbiennes fréquentant les lieux commerciaux, avec pour objectif d’établir des contacts entre lesbiennes, donner des informations courtes sur les initiatives et donner la parole aux lesbiennes. À la suite de la sortie de ce premier numéro, elles publient une annonce à laquelle répondront Christiane Jouve et Catherine Marjollet. Celles-ci décident de créer une structure associative officielle et de lancer un véritable journal pour lesbiennes. Le magazine voit ainsi le jour officiellement en 1982 sous l’appellation de Lesbia. Dans le numéro 1, elles affirment que « Lesbia est l’unique revue réalisée par des femmes pour celles qui les aiment. L’enjeu est grand : au fil des numéros, Lesbia devra apporter une nouvelle preuve de la force et des compétences des femmes, ce qui implique le contournement de nombreux obstacles à commencer par l’assistance masculine. »

### Première phase (1982-1985)
Les rédactrices signent leurs articles de leur patronyme et sont toutes bénévoles. La revue est vendue à 500 exemplaires et devient un mensuel. L’impression est en offset et la diffusion se fait par dépôt dans des lieux militants et commerciaux, par abonnement et vente directe. La diffusion en province se fera à partir des structures des Groupes de libération homosexuelle, pour renforcer le lectorat et recueillir les informations des régions. Lesbia participe aux initiatives ou manifestations où les lesbiennes sont présentes comme la première coordination lesbienne organisée à Grenoble, les gay pride, les universités d'été homosexuelles. La première phase du magazine, de 1982 à 1985, est orientée vers une diversité des rubriques allant d’informations sur la vie associative gay et lesbienne à des petites annonces de rencontres, en passant par des portraits de femmes. Le magazine organise des soirées non mixtes à Paris qui deviendront une institution. Lesbia Magazine devient un élément fédérateur pour les initiatives ou les associations locales lesbiennes.

### Vente en kiosque en 1985
En 1985, Lesbia va sortir dans les kiosques et maisons de la presse et prend son envol. Le tirage, selon Christiane Jouve, la directrice du comité de direction, passe à 7 000 exemplaires et la revue de 16 pages devient une revue de 50 pages. Son financement est effectué par les ventes, abonnements et les fêtes mensuelles qui connaissent un grand succès. En 1988, le magazine selon ses rédactrices aurait 700 abonnées et 10 000 ventes en kiosque, passe à 48 pages, 2 couleurs en couverture.

### Maturité (1985-2008)
C’est en 1989 que le magazine devient Lesbia Magazine. De 1989 à 1995, le journal est dirigé par Catherine Gonnard, journaliste et essayiste spécialisée dans l'histoire des femmes et l'homosexualité féminine. Le no 100 parait en décembre 1991. Lesbia devient membre de l'International Lesbian and Gay Association. De 1995 à 1997, la directrice de la publication est Jacqueline Julien, cofondatrice de Bagdam Cafée, réservé au femmes, à Toulouse. À partir de 1999, la revue est dirigée par Jacqueline Pasquier, critique de théâtre. Parmi les collaboratrices les plus régulières, on compte Hélène de Monferrand, Marie-Jo Bonnet, Michelle Chevrot, Danielle Charest et Geneviève Martorella. La revue diversifie encore ses rubriques, avec des articles réservés aux associations lesbiennes locales, aux manifestations régionales, des interviews de lesbiennes, des critiques de livre, d'expositions et de films. Elle propose toujours un agenda des associations, une revue de presse, un carnet d'adresses, un horoscope et des petites annonces et affirme sa volonté de poursuivre la ligne éditoriale : mettre à l’honneur les lesbiennes et les femmes, dénoncer toutes les violences et injustices qu’elle subissent dans le monde, mettre en valeur leurs diverses créations, appuyer les revendications qui doivent faire des lesbiennes des citoyennes à part entière.

### Dernières années (2008-2012)
Jusqu'à 2008, Lesbia Magazine est gérée sous forme associative avec des rédactrices bénévoles. Pour répondre à la concurrence de nouvelles revues lesbiennes et gay, le choix est fait de transformer la revue en société à caractère commercial, avec la vente d'encarts publicitaires. En 2008, Lesbia Magazine fonctionne sous forme de société à responsabilité limitée. La dernière parution de Lesbia Magazine date de 2012, après 30 ans d’existence.

## Contributrices
Parmi les contributrices aux articles de Lesbia Magazine on peut citer Anne et Marie Rambach, romancières et directrices des éditions gaies et lesbiennes, Natacha Chetcuti-Osorovitz, sociologue, Michèle Causse, écrivaine, Marie-Jo Bonnet, docteur en histoire et spécialiste de l'histoire des femmes et de l'histoire de l'art, Hélène de Monferrand, romancière Prix Goncourt du premier roman en 1990, Danielle Charest, auteur et écrivain québécoise et figure du lesbianisme radical, et Alia Rondeaux, sociologue.
Le journal fonctionne entièrement grâce à une quarantaine de bénévoles en parallèle, qui gèrent la création du magazine, l'organisation de fêtes permettant son financement, ou l'envoi par voie postale. Ces bénévoles changent d'une année sur l'autre, Catherine Gonnard, qui a passé 10 ans à Lesbia Magazine, y a ainsi croisé plusieurs centaines de femmes.